# Parc national naturel de la Serranía de Chiribiquete
Le parc national naturel de la Serranía de Chiribiquete est un parc national situé dans les départements de Caquetá et Guaviare, en Colombie.

## Climat

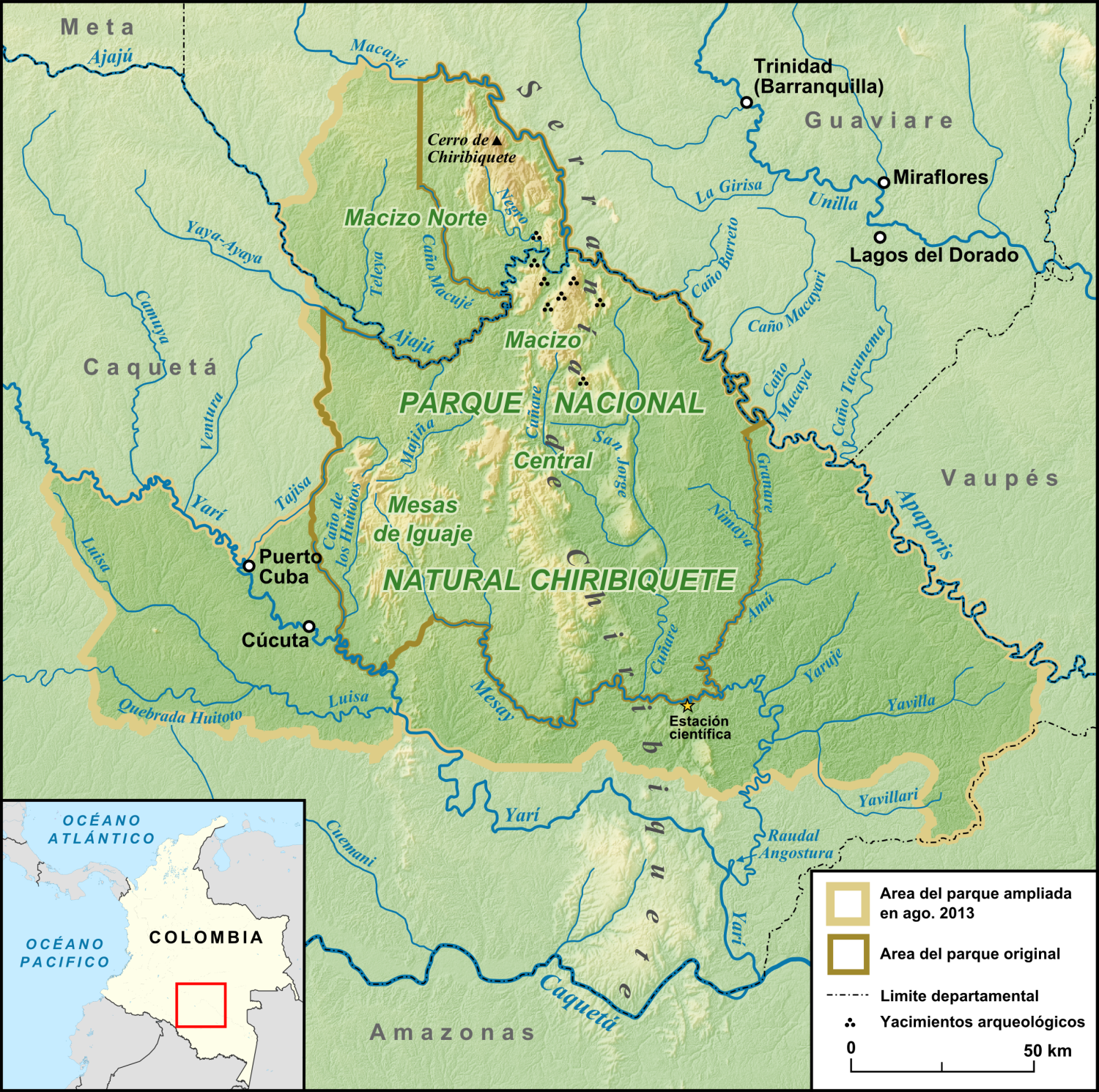
Carte du Parc national naturel de Chiribiquete

## Art rupestre
Chiribiquete est un site exceptionnellement riche du point de vue historique et culturel, pour son art rupestre pictographique et ses caractéristiques archéologiques. Plus de 250 000 dessins ont été identifiés dans plus de 36 abris sous roche, de taille et d’emplacement différents, qui constituent la plus grande découverte de pictogrammes en Amazonie. Les plus anciens pourraient dater de 19 510 ans avant le présent (BP). Ces peintures semblent avoir été réalisées entre 1500 et 500 avant notre ère selon le chercheur Carlos Castaño-Uribe. Elle pourrait être beaucoup plus ancienne, comme le suggère ce même auteur, en raison de la présence d’un fragment de mur avec des taches de la même couleur que les peintures trouvées parmi des cendres et des ossements datés de 19 500 avant le présent (17 500 AEC). Cette datation haute a été reprise par le site de l'UNESCO.
Les prospections et les fouilles archéologiques ont permis de différencier cinq périodes :
- récent : xviie siècle, possible peuplement Carijona (en), poterie et quelques pictogrammes ;
- tardif : 2 750 à 550 ans BP (750 av. J.-C. - 1450), peintures rupestres, colorants, réchauds, flocons, silhouettes en os, graines, céramiques ;
- intermédiaire : 5 560 à 4 700 ans BP, colorants (ocre et résines), flocons, réchauds, os, graines ;
- début supposé : 19 510 ans BP, roches peintes, teintures, réchauds, graines, os [5].
- sans présence culturelle : plus de 24 000 ans BP[réf. nécessaire].

Les peintures rupestres constituent l’élément le plus notoire du patrimoine matériel archéologique. La rareté des matériaux lithiques, l'importance réduite de la céramique et le manque de preuves différentes de l'expression pictographique massive montrent que l'utilisation du site n'était ni utilitaire ni domestique, mais artistique, sacrée et restreinte. Cette tradition culturelle chiribiquète s'est consolidée au cours de plusieurs millénaires.

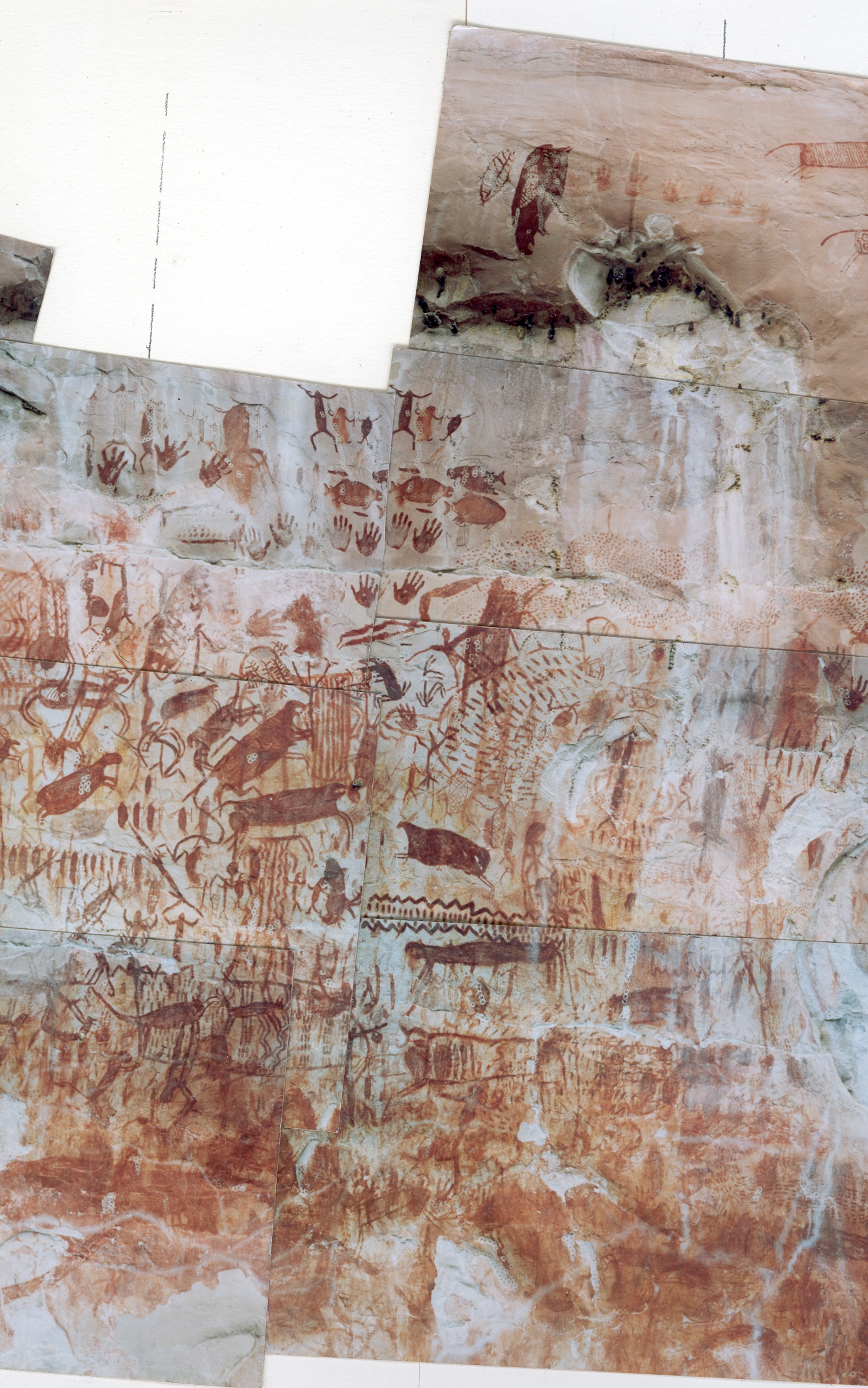
Pictographes
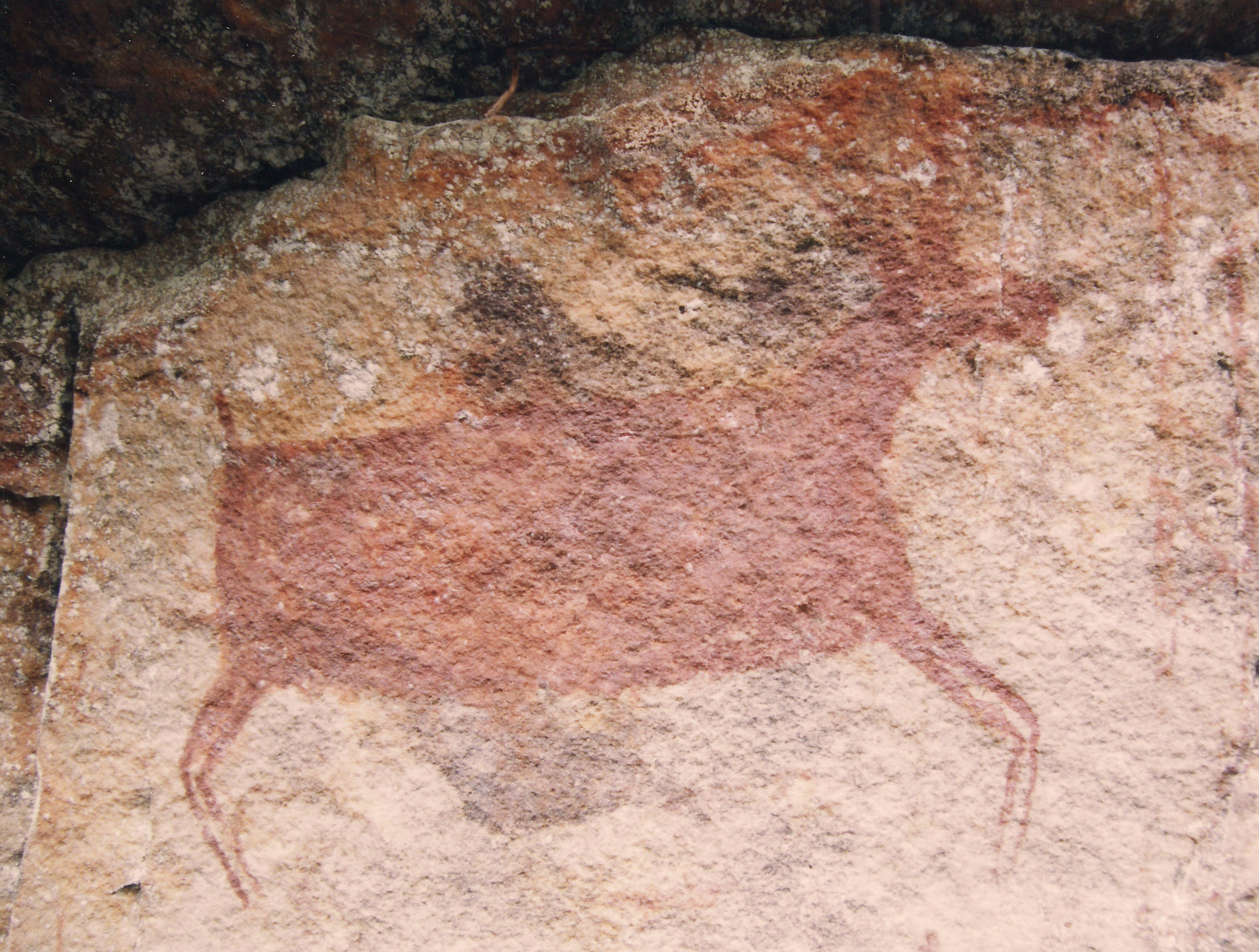
Pictographe, vraisemblablement d'un équidé
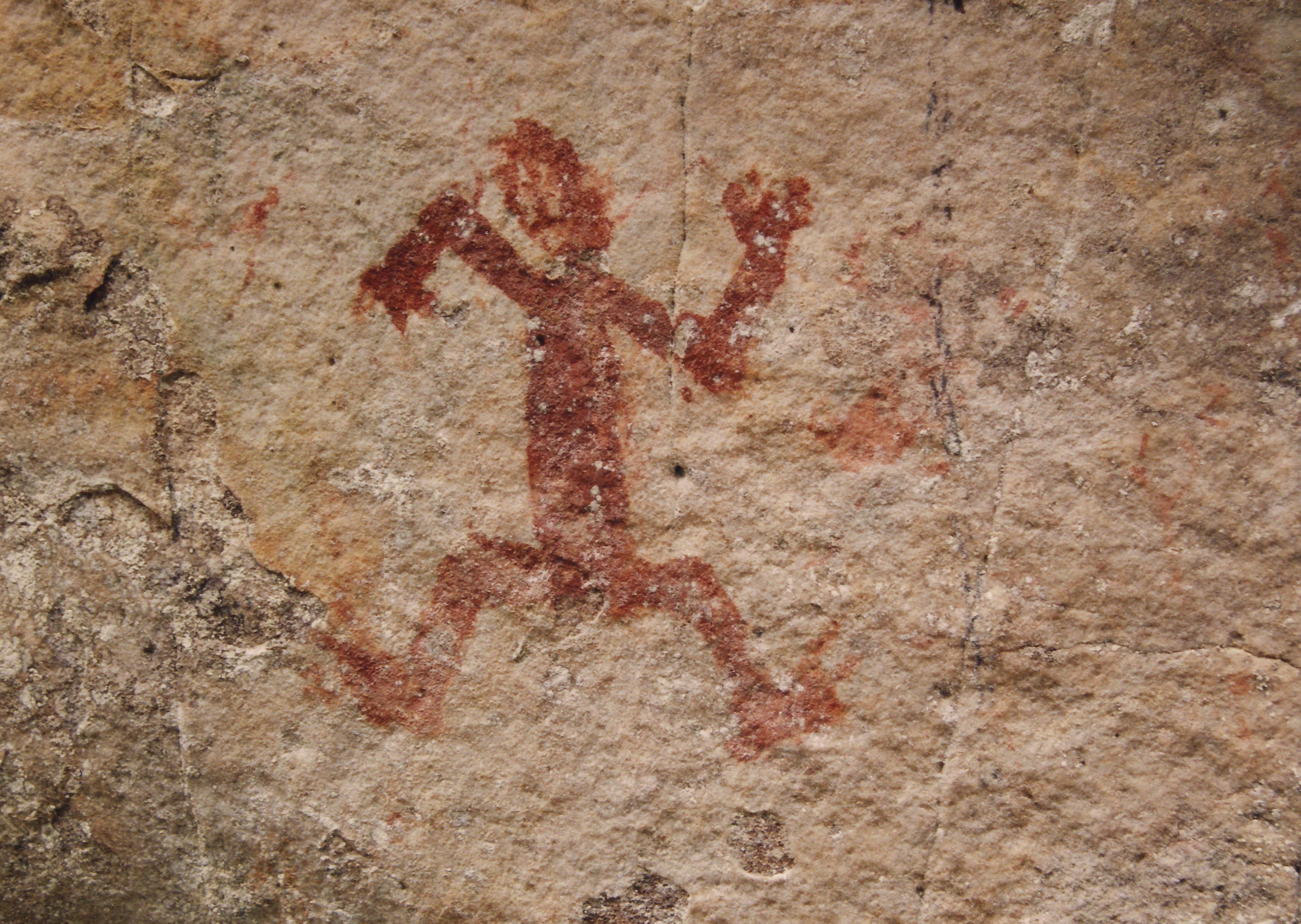
Pictographe d'une personne
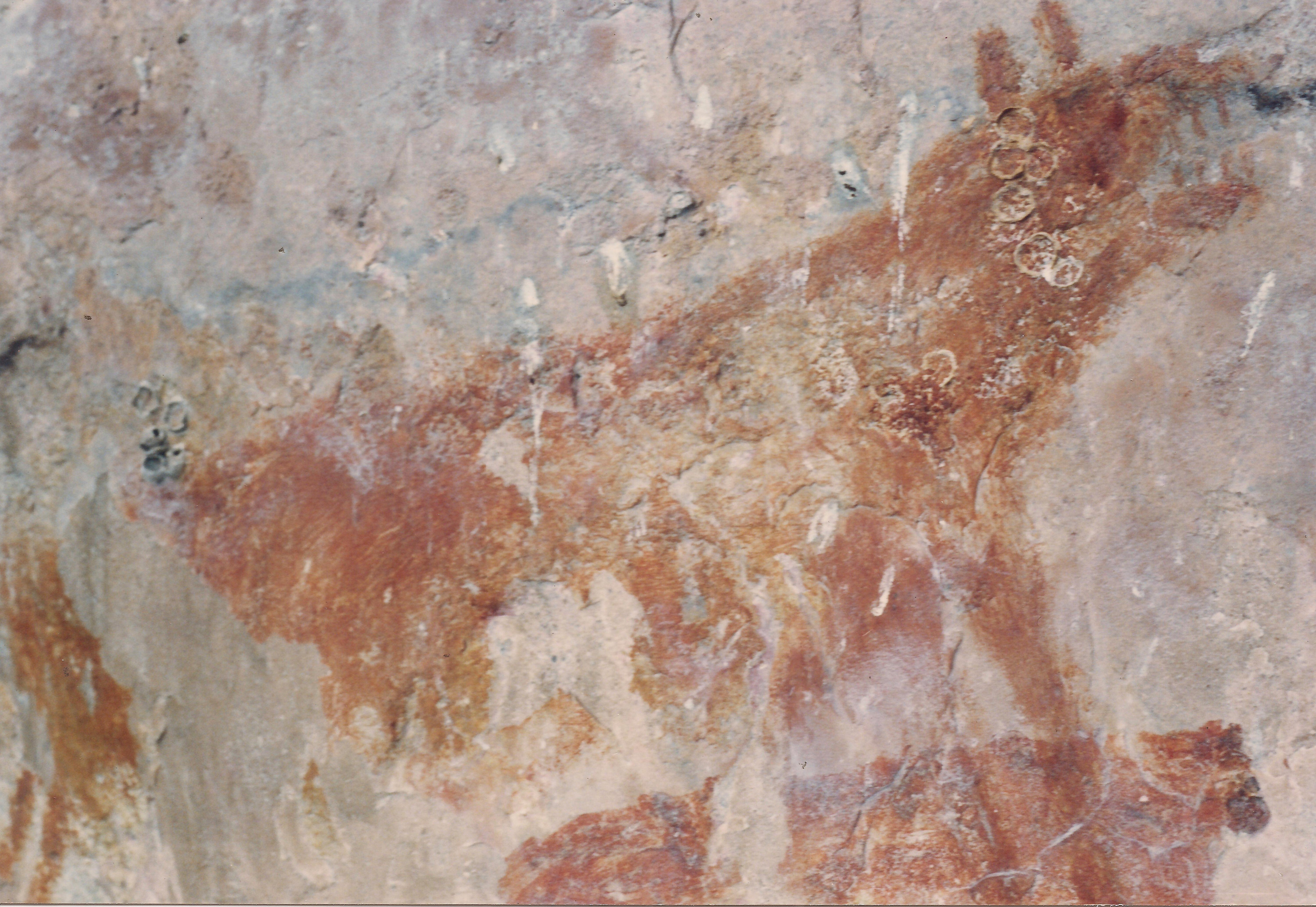
Pictographe d'un mammifère

## Protection
Le site « Parc national de Chiribiquete - « La maloca des jaguars » » est inscrit sur la liste du patrimoine mondial de l'UNESCO en 2018.